# Ramularia valerianae
Ramularia valerianae är en svampart som först beskrevs av Speg., och fick sitt nu gällande namn av Pier Andrea Saccardo 1882. Ramularia valerianae ingår i släktet Ramularia och familjen Mycosphaerellaceae.   Inga underarter finns listade i Catalogue of Life.